# Lombard, Illinois
Lombard là một làng thuộc quận DuPage, tiểu bang Illinois, Hoa Kỳ. Năm 2010, dân số của làng này là 43165 người.

## Dân số
Dân số qua các năm:
- Năm 2000: 42322 người.
- Năm 2010: 43165 người.